# André Green (Leichtathlet)
André Green (* 21. April 1973 in Schleswig) ist ein ehemaliger deutscher Leichtathlet.

## Leben
Green begann im Alter von 14 Jahren in Schleswig mit dem Laufsport und trat in den Farben des Vereins Spiridon Schleswig an. 1994 wurde er Deutscher Juniorenmeister über 10 000 Meter, 1995 gewann er vier deutsche Jugendmeistertitel (10 000 Meter, Cross-Langstrecke, Halbmarathon, 3000 Meter Hindernis). Er lief mehrere schleswig-holsteinische Jugendrekorde, darunter über 3000 und 5000 Meter. 1992 errang er den neunten Platz bei den Juniorenweltmeisterschaften.
Der 1,82 Meter messende Läufer war später Mitglied der LG Wedel-Pinneberg und wurde dort von Trainer Bernd Smrcka betreut. 2007 wechselte Green zur LG München, nachdem er zu diesem Zeitpunkt bereits seit längerer Zeit in München gelebt hatte.
1996 nahm Green an den Weltmeisterschaften im Crosslauf teil und belegte den 159. Rang. 1998 war er Europameisterschaftsteilnehmer über die Strecke 3000 Meter Hindernis und wurde Elfter. Im selben Jahr lief er beim Europa-Cup in St. Petersburg über 3000 Meter Hindernis auf den zweiten Platz. 1999 wurde Green deutscher Meister über 3000 Meter Hindernis, 1997 erreichte er über dieselbe Strecke den dritten Rang.
Green stellte im Mai 1999 in Cottbus einen schleswig-holsteinischen Landesrekord über 3000 Meter (7:51,08 Minuten) auf. Im August 1999 nahm er an der Weltmeisterschaft in Sevilla teil, dort schied er über 3000 Meter Hindernis aus, als er im dritten Vorlauf Siebter wurde und den Endlauf um sechs Sekunden verfehlte. Im Juni 2000 verbesserte er die schleswig-holsteinische Bestmarke über 5000 Meter auf 13:37,12 Minuten.
2001 und 2003 gewann er bei den Deutschen Meisterschaften im Crosslauf jeweils den Titel über die Langstrecke. 1999 wurde er Meisterschaftszweiter. Im Mannschaftsverbund wurde er mit der LG Wedel-Pinneberg 2006 Zweiter sowie 1997, 1999 und 2001 jeweils Dritter der deutschen Meisterschaft (Langstrecke). 2003 erreichte er beim Darmstadt-Cross, dem wichtigsten internationalen Crossrennen auf deutschem Boden, den zweiten Rang. Zudem nahm er an Cross-Europameisterschaften teil. Er lief ebenfalls bei Deutschen Meisterschaften und internationalen Wettkämpfen in der Disziplin Berglauf (u. a. bei den Weltmeisterschaften 2004 und 2005 sowie Europameisterschaften). Des Weiteren bestritt er ebenfalls Rennen im Marathon und Halbmarathon, über 10 Kilometer (Straßenrennen) sowie über die Strecken 1500 Meter, 3000 Meter, 5000 Meter und 10 000 Meter.
Seine Bestzeiten während seiner Karriere lagen über 1500 Meter bei 3:41,85 Minuten (aufgestellt 2001), über 3000 Meter bei 7:51,08 Minuten (aufgestellt 1999), über 5000 Meter bei 13:37,12 Minuten (aufgestellt 2001), über 10 000 Meter bei 29:59,59 Minuten (aufgestellt 1995), über 3000 Meter Hindernis bei 8:20,24 Minuten (aufgestellt 1999), im Halbmarathon bei 1:06,09 Stunden (aufgestellt 1995) und im Marathon bei 2:23,14 Stunden (aufgestellt 2002).
Beruflich wurde Green 2004 in der Vermarktung für einen Sportartikelhersteller tätig, später arbeitete er für andere Unternehmen in den Bereichen Vermarktung und Verkauf.